# French-Island-Nationalpark
Der French-Island-Nationalpark befindet sich auf der Insel French Island im Bundesstaat Victoria von Australien. Die Insel liegt ungefähr 60 km südöstlich von Melbourne und ist nur mit einer Fährüberfahrt von Stony Point aus zu erreichen. Der Park nimmt mit 11.100 Hektar 70 % der Insel ein.

## Geschichte
Die heutige French Island gehört zum historischen Siedlungsgebiet der Aborigine-Stämme der Boon Wurrung und Bunurong.
Als erste Europäer suchten Besatzungsmitglieder eines französischen Expeditionsschiffes der Baudin-Expedition, die Insel im Jahr 1802 auf. Zu einer europäischen Besiedelung kam es erst ab 1842. Im letzten Jahrzehnt des 19. Jahrhunderts begann man mit dem Anbau von Zichorien. Dieser Zweig der Landwirtschaft wurde etwa 60 Jahre lang erfolgreich betrieben. Der Nationalpark wurde im Juni 1988 eingerichtet.

## Landschaftsbild
Im Park befinden sich unter anderem Mangroven, Salzwiesen und offene Wälder. Die Landschaft ist flach bis hügelig; stellenweise bieten sich bei Geländehöhen von bis zu 60 m über dem Meer reizvolle Ausblicke.

## Pflanzen- und Tierwelt
Im Nationalpark wurden etwa 580 einheimische Pflanzenarten gezählt, darunter etwa 100 verschiedene Orchideenarten. Über 230 Vogelarten wurden registriert, darunter gefährdete Arten wie Weißbauch-Seeadler, Zwergwachtel und Goldbauchsittich. Über 30 Watvogelarten nutzen die Küsten der Insel zur Nahrungssuche. Unter den Säugetierarten ist das Vorkommen der Kaninchenkänguruart Potorous tridactylus und der Koalas zu erwähnen. Die Koalas im Gebiet vermehren sich so gut, dass jährlich etwa 200 Tiere aus dem Bestand der Insel in anderen Nationalparks angesiedelt werden können.